# Dolphin Divers
『Dolphin Divers(ドルフィンダイバーズ)』は、AXL（アクセル）から2012年6月29日に発売された18禁恋愛アドベンチャーゲームである。AXL作品には珍しくヒロイン全員が貧乳である。

## あらすじ
浅見武はある目標を胸に掲げ船上にいた。
行先は凪ノ海事訓練校――要は海難救助士を育てる学校へ向かっていた。
幼い頃に海難事故で両親を失い、懸命に捜索してくれた救助士の背中を見て自分もそうなりたいと強く思うようになっていたが、浅見はカナヅチだった。そんな彼だが、訓練校で出会った仲間たちと海難救助士をめざすことになる。

## 登場人物

### 主人公
浅見 武（あさみ たける）
主人公。幼い頃に海難事故で両親を一度に失った過去がある。
海難救助士たちが懸命に両親の遺体を探してくれた姿を見、憧れ、海難救助士となって自分のような体験をさせないようにと誓う。が、実際はカナヅチで船酔いはするというあまりにも不向きな状態。それでも諦めず訓練を続けていく内に泳げるようになりクラス内で著しい結果を残すまで成長した。
当初はクラスでも最下位だったがいつしかリーダー的存在になる。

### メインヒロイン
小倉 みなも（おぐら みなも）
声：桃井いちご
武と同じく幼い頃に海難事故で両親を失っている。
しかし、そんなことを感じさせないほど明るくクラスのムードメーカー的存在。クラス内ではダントツに泳ぎが上手く、純粋な泳ぎなら誰にも負けない。島内では「島の人魚」と揶揄される。しかし、機械には弱くいつもショートなどは日常茶飯事で苦手。武に対して警戒心がかなり薄く、懐いている。
貧乳なのがコンプレックス。胸の話題には極力触れたくないらしく早く話を終わらせようとする。優梨とは姉妹のように育ち幼なじみ。両親の海難事故の現場で武と出会っている。
エルナ・シェール
声：青山ゆかり
クールでドライな性格のクラスメイト。
元々は名家出身だったがとある事情で倒産してしまい家の復興に向けて努力している。宇宙開発関連の進学ために訓練校へ入学し資格を大量に取ろうとしている。優梨のように突き刺すような言葉を発することはないが、冷たく突き放す言葉で相手（特に龍正）を否定する。
ペーパー試験や実技はクラス内では随一。しかし、協調性がなく訓練でペアを組んだ相手を完全に無視して自分だけ先行してしまうため怒られる事が多い。時間がある時は何かしら本を読んでおり、予習復習を欠かさない。
八潮 理帆（やしお りほ）
声：松田理沙
気弱な性格のクラスメイト。
常におどおどして自ら進んで話をしないタイプ。しかし、機械を前にすると饒舌になり人が変わったようになる。船のエンジンをいじったりアンドロイドを調整するなど技術力は高い。本編でも彼女の発明したものがいくつか登場する。
将来の夢は海洋工学。素質は十分にあり企業からスカウトを受けるほど。現在はアクアのマスターであり所有者。元々備品室に合ったアクアを起動、整備などをしており、研究に没頭すると周りが見えなくなるタイプで徹夜する日も多い。
南郷 月海（なんごう つきみ）
声：桜川未央
素直になれない一匹狼なクラスメイト。
ツンケンした態度でクラスメイトから距離をとってはいるが頼られるとつい手伝ってしまう優しい心の持ち主。実はかなりのツンデレで天邪鬼（両親揃ってのものらしい）。思っている事と反対の事をしてしまい勘違いされる事が多い。
乗り物関係に強く、フィーリングですべて乗りこなしてしまう。無免許ながら操縦の腕前はかなりのもの。番長、アウトローの響き（？）を気に入っているらしく言われると照れる。

### サブヒロイン
常盤 優梨（ときわ ゆり）
声：佐々留美子
みなもを妹のように可愛がるクラスメイト。
みなもらとは1歳年上で寮長も兼ねている。みなものお姉さん的存在でみなもに近づく男性らをことごとく追い払うほど心配症。基本的に男性には冷たい態度をとることが多く、警戒している。迫力のある笑顔で迫られるとかなり怖い。
武はカメオを拾ってわざわざ届けてから警戒心を解くようになった。アイスが大好物でカップアイスの蓋の裏に付いたアイスを舐めてしまうほど。
磯長 紗英（いそなが さえ）
声：かわしまりの
訓練校の唯一一人の教師であり鬼コーチ。
座学の際は教師だが、実技訓練となると鬼コーチへと変貌する。訓練内容もかなりハードで泣き言は許さないタイプ。しかし、訓練生たちの事はしっかりと見ておりそのあたりも考慮している時も無きにもあらず。
かなりの地獄耳で年齢の事に関して敏感。彼氏もいなく嘆いている。元は海難救助士だったがバディ（相方）を事故で亡くして以降教師へ転校した過去を持つ。
海老原 乃愛（えびはら のあ）
声：桃井穂美
若き小さきエリート海難救助士。
武らのライセンス試験官として出会う。飛び級を繰り返し若くしてS級ライセンスを持つエリート。見た目は武らよりも小さく理帆と同等くらいだが、態度だけはでかく自らがエリートであることを鼻にかける事が多い。
しかし飛び級を繰り返したため同年代の仲間がいなく寂しい学生生活を送ってきたため友達がいない。そこを指摘されると「ぼっちではない」と強く否定する。職場である世界海洋救助機構日本支部ではみんなのアイドル的存在で可愛がられている。
アクア
声：鈴田美夜子
心を持つアンドロイド。正式名称はアクアダイバー・タイプF（Aquadiver TypeF）型式番号はWSF-00280563。
武らが備品室で見つけたアンドロイド。理帆がマスターとなり整備などを一任されている。海難救助用として開発されており旧式ながら現場では活躍している。普段はやる事がないので校内などの清掃を行っている。理帆曰くプログラム次第で様々な事に対応可能とのこと。
武らと接する時間が長かったからかいつしか自我を持ち心を持つようになった。その反面純粋過ぎて自らの辞書にないような言葉を紗英から教わった時は武に聞くようになり困らせる。

### サブキャラクター
前田 龍正（まえだ りゅうせい）
声：木島宇太
女好きなナンパ野郎。
凪ノ島に行く途中の船で押し全員に声をかけるもことごとく振られ、みなもたちにも振られてもアタックを諦めないクラスメイト。海難救助士になる理由も不純で女の子のもてたいから。長期休暇の際にナンパをしても撃墜率0％。
行動力はあるものの後先考えず行動して痛い目を見る自業自得。
佐伯 崇史（さえき たかし）
声：紀之
海にとことん嫌われるクラスメイト。
凪ノ島に行く途中の船で出会った。クラスの中でも常識人。海にかなり嫌われており、海に出れば荒れ、魚介アレルギー。それでも海難救助士を目指し日夜努力している。努力した結果は成績に反映され上位に居る。
耳抜きが上手くできず迷惑をかけたと思い、自主訓練で克服した。物語終盤では海に出ても荒れる事が少なくなり、アレルギーを治すために治療薬で改善を見せている。
小倉 栄吉（おぐら えいきち）
声：事務台車
みなもの祖父で村長。
訓練校に自費投資し、高ランク海難救助士を輩出し島を盛り上げようと考えている。村の事を考えているらしく、武らに尊敬のまなざしを向けられるが、実はかなりのエロ爺。人前でみなもをはじめとした女性用の下着を出すなどをして危険人物指定されるが、龍正からは慕われ師匠と呼ばれる。みなもを大切にしており、近づく男には容赦しない。また、嘘を吐いて遠ざけようとする。近づく男には銛と槍を手に地の果てまで追いかける。
みなもの両親の海難事故で武と面識がある。
夏目 十和子（なつめ とわこ）
声：如月葵
ミステリアスな雰囲気を醸し出すカフェテリア（海の家）のオーナー。
海の家を「カフェテリア」と強調しており、メニューもこだわりがあるらしく洋食も揃えている。左に泣きぼくろがあり漁師たちの人気が高い。店舗数が足りないため日用品の他に様々なものも取り寄せる事もしている。
とある事情で密輸の手引きをした事もある。

## スタッフ
- イラストレータ・原画：瀬之本久史
- シナリオ：北側寒囲

## 主題歌
オープニングテーマ「エロイコ」
歌：茶太、作詞・作曲・編曲：bassy
小倉みなもエンディングテーマ「透明な光の中で」
歌：solfa feat.霜月はるか、作詞：天ヶ咲麗、作曲・編曲：iyuna
エルナ・シェールエンディングテーマ「海と宇宙のストーリー」
歌：solfa feat.片霧烈火、作詞：天ヶ咲麗、作曲・編曲：伊吹ユキヒロ
八潮理帆エンディングテーマ「アクアプリズム」
歌：solfa feat.Rita、作詞：天ヶ咲麗、作曲・編曲：橋咲透
南郷月海エンディングテーマ「blue wind and my calm」
歌：solfa feat.iyuna、作詞：天ヶ咲麗、作曲・編曲：橋咲透